# Paraloid B-67
Paraloid B-67 je termoplastična smola proizvođača Rohm and Haas. Akrilna smola, po sastavu polimer izobutil metakrilat.  Topiv u acetonu,izopropanolu, toluenu, ksilenu, etil acetatu, metil etil ketonu, metilen kloridu, Shell Cyclo Sol® 100/Shell Cyclo Sol® 53, Arcosolv® PM/1-Methoxy-2-propanolu.

## Uporaba u konzerviranju restauriranju
Nekada se češće koristio na slikama( do 1980.), a može se koristiti i na metalu. Blago žuti starenjem. Također se može koristiti i kao ljepilo za arheološko staklo i keramiku.
Korišten i za konsolidaciju jantara.Nadalje korišten i kao sredstvo za zapunjavanje na mrvljivoj arheološkoj keramici.

## Vanjske poveznice
- http://cameo.mfa.org/wiki/Paraloid%C2%AE_B-67  Arhivirana inačica izvorne stranice od 19. listopada 2017. (Wayback Machine)